# 2016년 하계 올림픽 가나 선수단
가나는 2016년 8월 5일에서 8월 21일까지 브라질 리우데자네이루에서 열린 제31회 하계 올림픽에 참가했다.

## 메달 집계

### 종목별 참가 선수 및 메달 집계
| 종목 | 참가 선수 | 1 | 2 | 3 | 메달 합계 |
| 육상 | 42        | 0 | 0 | 1 | 1         |
| 역도 | 0         | 0 | 1 | 1 |           |
| 합계 |           | 0 | 0 | 2 | 2         |

### 메달리스트
| 메달   | 이름  | 종목 | 세부 종목     | 날짜 |
| ------ | ----- | ---- | ------------- | ---- |
| 동메달 | [[ ]] | 복싱 | 남자 플라이급 |      |